# Cornershop
A Cornershop egy 1991-ben alapított angol britpop együttes Leicesterből. Az 1997-ben megjelent When I Was Born for the 7th Time című albumuk szerepel az 1001 lemez, amit hallanod kell, mielőtt meghalsz című könyvben. Legismertebb daluk a "Brimful of Asha". 

## Diszkográfia
- Elvis Sex Change (1993)
- Hold on It Hurts (1994)
- Woman’s Gotta Have It (1995)
- When I Was Born for the 7th Time (1997)
- Handcream for a Generation (2002)
- Judy Sucks a Lemon for Breakfast (2009)
- Cornershop and the Double ’O’ Groove Of (2011)
- Urban Turban (2012)
- Hold on it’s Easy (2015)
- England is a Garden (2020)[1]

## Fordítás
- Ez a szócikk részben vagy egészben  a   Cornershop című angol Wikipédia-szócikk fordításán alapul.  Az eredeti cikk szerkesztőit annak laptörténete sorolja fel. Ez a jelzés csupán a megfogalmazás eredetét és a szerzői jogokat jelzi, nem szolgál a cikkben szereplő információk forrásmegjelöléseként.